# 松永雄樹

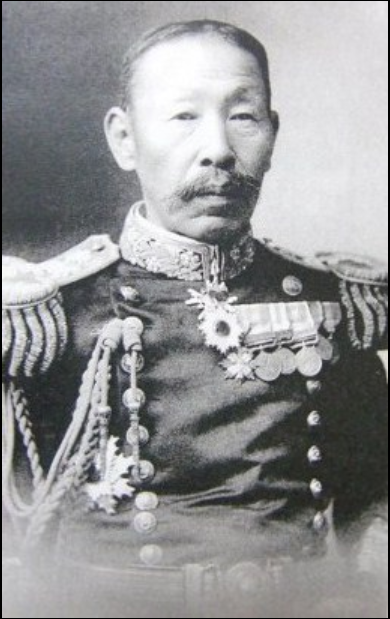

松永 雄樹（まつなが ゆうじゅ、嘉永2年8月18日（1849年10月4日） - 大正15年（1926年）11月3日）は、日本の海軍軍人。最終階級は海軍中将正四位勲二等功四級。高知県平民。
戦国武将松永久秀の末裔。

## 略歴
土佐国高岡郡新居村（現高知県土佐市）で生まれた。松永眞斎の二男。
1874年（明治7年）11月、海軍兵学校（海軍兵学寮、2期）を卒業し、少尉補任官。1890年（明治23年）「海門」艦長となり、以後、海軍省第1局第2課長、軍務局第1課長などを歴任し日清戦争を迎えた。
1895年（明治28年）、「松島」艦長に着任し、さらに「厳島」艦長、「鎮遠」艦長、呉鎮守府司令官、駐英造兵監督長、佐世保鎮守府艦隊司令官、横須賀鎮守府艦政部長、海軍教育本部長を歴任した。1903年（明治36年）、海軍中将に進級、1905年（明治38年）、馬公要港部司令官に着任した。1907年（明治40年）2月14日、予備役に編入され、1912年（大正元年）8月18日、後備役となる。1914年（大正3年）8月18日に退役した。
1926年（大正15年）11月3日死去。墓は青山霊園。

## 栄典
位階
- 1891年（明治24年）12月16日 - 従五位[6]
- 1897年（明治30年）3月1日 - 正五位[7]
- 1902年（明治35年）4月30日 - 従四位[8]
- 1907年（明治40年）3月11日 - 正四位[9]

勲章等
- 1887年（明治20年）11月25日 - 勲六等単光旭日章[10]
- 1889年（明治22年）11月29日 - 大日本帝国憲法発布記念章[11]
- 1892年（明治25年）5月28日 - 勲五等瑞宝章[12]
- 1896年（明治29年）11月25日 - 勲四等瑞宝章[13]
- 1901年（明治34年）5月31日 - 勲三等瑞宝章[14]
- 1902年（明治35年）5月10日 - 明治三十三年従軍記章[15]
- 1906年（明治39年）4月1日 - 勲二等旭日重光章・明治三十七八年従軍記章[16]